# هفت‌روزنه‌ها
هفت‌روزنه‌ها (نام علمی: Eptatretus) نام یک سرده از تیره بی‌فک‌ماهی است.